# Анемоя
Анемоя (англ. anemoia) — відчуття людиною ностальгії за часом, в якому їй ніколи не довелось жити особисто, про який вона нічого не знає.
Це відчуття туги за «добрими старими днями» або культурою, до яких більше немає доступу, тож пережити цей період наразі неможливо, про нього відсутні особисті спогади. Це впевненість, що в далекому минулому було краще; смуток за тим, що суспільство втратило в ході свого розвитку. Прикладом анемої є відчуття знайомої атмосфери при перегляді старих чорно-білих світлин та фільмів, враження від споглядання раніше небачених людей, які здаються близькими попри усвідомлення цілковитої неможливості цього. Як і звичайна ностальгія, анемоя викликає сентиментальні почуття тільки за ідеалізованим уявленням про певний період, а не за його справжніми реаліями.

## Історія виникнення
Термін «анемоя» був уперше запропонований на вебсайті «Словник невідомих печалей» (англ. «The Dictionary of Obscure Sorrows») Дж. Кенігом як частина його проєкту дати назву почуттям, що знайомі кожному, однак яким немає наукового визначення. Неологізми, хоча і є повністю створеними Кенігом, базуються на його дослідженнях щодо етимологій та значень префіксів, суфіксів та коренів слів. Ці терміни посилаються на «почуття екзистенціалізму» і мають на меті «заповнити діру в мові», а також часто створюються на основі читацьких коментарів про конкретні емоції.

## Анемоя в культурі

### У світі
Анемою може викликати будь-що: фільм, книга, музика, старі щоденникові записи, розповіді бувальців тощо. Часто зустрічається в XXI ст. анемоя за 60—80-ми роками минулого сторіччя серед підлітків. Причиною є популяризація естетики цього періоду в медіа, що насамперед спрямована привернути увагу аудиторії, яка особисто зростала в ці часи, однак це поширення викликало інтерес серед молодого покоління. Найтиповішим прикладом є американський науково-фантастичний телесеріал «Дивні дива» (англ. «Stranger Things»), який має чи не найбільший вплив на появу анемої в сучасному медіа-середовищі завдяки стереотипно-позитивному зображенню середини 80-х рр.

### У країнах колишнього СРСР
Характерним тільки для країн СНД є анемоя серед молоді за радянським періодом, викликана частим нав'язуванням старшого покоління переваги старого ладу над сучасним, візуально естетичним зображенням СРСР у фільмах тощо. Це явище пов'язують із переконанням про простоту та дружність народу в минулому, бажанням знову відчути згуртованість, яка зникла в сучасному світі через ізольованість, спричинену розвитком технології. Така анемоя стає результатом романтизації періоду СРСР у свідомості молоді.

### Користь анемої
На перший погляд здається, що анемоя має негативний відтінок через свою природу ідеалізувати минуле. Однак як і зі звичайною ностальгією, що довгий час вважалась морально виснажливою хворобою, сучасний погляд на анемою полягає в її сприйняті із позитивним впливом на психіку людини. Вона сприяє покращенню настрою, підвищенню соціальних зв'язків та наданню екзистенціального значення. Анемоя стає джерелом натхнення та формою утопії, що знаходить своє відображення в мистецтві.